# Okręg Torcy
Okręg Torcy (fr. Arrondissement de Torcy) – okręg w północnej Francji. Populacja wynosi 386 tysięcy.

## Podział administracyjny
W skład okręgu wchodzą następujące kantony:
- Champs-sur-Marne,
- Chelles,
- Claye-Souilly,
- Lagny-sur-Marne,
- Noisiel,
- Pontault-Combault,
- Roissy-en-Brie,
- Thorigny-sur-Marne,
- Torcy,
- Vaires-sur-Marne.